# Llanuwchllyn
Llanuwchllyn est un village et une communauté du Gwynedd, au pays de Galles.

## Géographie
Llanuwchllyn est situé dans l'est du Gwynedd, au sud du Llyn Tegid. La Dee et la route A494 (en) traversent le village.

## Démographie
Au recensement de 2011, la communauté de Llanuwchllyn comptait 617 habitants.

## Culture locale et patrimoine
- Le prêtre congrégationaliste Michael D. Jones (1822-1898) est né à Llanuwchllyn[2].
- L'historien Owen Morgan Edwards (en) (1858-1920) est né à Llanuwchllyn[3].